# Karl Eriksson (Gyllenstierna)
Karl Eriksson (Gyllenstierna), död 1541, var en svensk riddare, lagman av Västergötland, regementsråd och riksråd, son till Erik Eriksson (Gyllenstierna) d.y..
Karl Eriksson gifte sig med den senare hovmästarinnan Marina Nilsdotter (Grip) och kom genom henne i besittning av ena halvan av egendomen Björksund utanför Nyköping i Södermanland (en delmängd av det äldre godskomplexet Sundboholm), samt Nynäs slott. Den andra halvan av Björksund kom även den ätten Gyllenstierna till del genom att brodern Göran äktade Marinas syster Kerstin. Björksund kom efter detta att gå i arv i Gyllenstiernasläkten i 250 år, fram till dess att riksmarskalken Göran Gyllenstierna avled utan arvingar 1799. Godset övergick då genom arvsköp till hans systerdotter Lovisa Ulrika Horn och dennas make greve Carl Gabriel Mörner.
Karl Eriksson dubbades till riddare vid Gustav Vasas kröning 1528. Han utsågs till riksråd 1541, men dog samma år. 

## Barn
Han fick följande barn tillsammans med sin fru Marina:
1. Nils (dog späd)
2. Nils Carlsson
3. Charlotta (död som barn)
4. Erik Karlsson Gyllenstierna (d. 1586)
5. Carl (död ung före fadern)
6. Birgitta (död ung före fadern)
7. Catharina Carlsdotter
8. Anna
9. Christina (död som ung)

Sonen Erik Karlsson Gyllenstierna blev också riksråd. 
Karl Eriksson är begravd i Kölingareds kyrka.